# Невор
Невор (грч. Νεοχώρι, Неохори) је насељено место у општини Меглен у периферији Средишња Македонија, Грчка. Према попису из 2021. године било је 315 становника.
Према бугарском географу и историчару, Василу Канчову, у Невору је 1900. године живело 630 Турака, односно Словена муслимана. Мештани Невора су током 18. века због притиска и веће сигурности за живот прешли на ислам. Године 1924. муслиманско становништво је принудно исељено у Турску (Дегирмендузу) а на њихово место су насељене грчке избегличке породице из Турске. На попису из 1928. године Невор је имао 420 становника.